# Locus perennis
Locus perennis (též nazvaný Věčné místo, střed Evropy) je základní nivelační bod České státní nivelační sítě zřízený roku 1877, ke kterému jsou vztaženy výšky všech bodů na území Česka (a dříve i Slovenska). Tato technická památka se nachází jihozápadně od Lišova v okrese České Budějovice. Pomník z roku 1889 zakrývající bod (a tímto zakrytím jej chránící) stojí v bývalém rulovém lomu Spravedlnost 180 metrů severně od silničního tahu České Budějovice – Třeboň (I/34 – E49, E551) a 150 metrů jihovýchodně od odpočívadla na silnici II/634.  

## Určení
Lišovský bod, jediný takový bod nacházející se na území Česka, byl jedním ze sedmi hlavních bodů přesného výškového měření Rakouska-Uherska prováděného v letech 1873–1896 vojenským zeměpisným ústavem ve Vídni. Z těchto bodů se určovala výška zemského povrchu v širokém okolí.
Nivelační bod byl vybudován v roce 1877 (spolu se zajišťovacím bodem). Zaměření obou bodů a jejich připojení do sítě bylo provedeno v letech 1877–1878. Tehdejší nadmořská výška bodu byla určena podle hladiny Jaderského moře v Terstu na 565,1483 m.
Po vzniku Československa se stal základem pro určování výšek na celém jeho území.
V roce 1940 byly ve vzdálenosti 30 až 60 m osazeny a změřeny další zajišťovací body 1–5. Z měření byl zároveň proveden přepočet nadmořské výšky bodu do tehdejšího německého výškového systému Normal Null (564,8997 m) stanoveného podle hladiny Severního moře.
Dnes slouží Základní nivelační bod (ZNB) Lišov spolu s později vybudovanými jedenácti dalšími podobnými body k výškovému zajištění České státní nivelační sítě. Jeho současná nadmořská výška 564,7597 m n. m v systému Baltský po vyrovnání byla určena v roce 1960 přepočtením původní výšky. Zajišťovací bod č. 2.1 se v roce 2001 stal součástí Základní geodynamické sítě České republiky GEODYN a jeho souřadnice byly zaměřeny metodou GPS (Global Positioning System).

## Popis
Vlastní geodetický bod má podobu vyhlazené vodorovné plošky ve skále o rozměrech 15x15 cm. Dle dnešní klasifikace je bod stabilizován v hornině klasifikované jako biotitický granulit.
Geodetický bod je kryt kamenným pomníkem, který vytvořil roku 1889 českobudějovický kamenický mistr Anton Panoch na základě návrhu kapitána Františka Netuschilla. Pomník se skládá ze tří granulitových bloků: spodního nízkého kvádru se čtvercovým půdorysem, středového vyššího kvádru (oba dva tyto hranoly mají uprostřed otvor pro uložení pamětních listin a pro přístup k bodu) a vrchního hranolu s jehlanovitým zakončením. Celková výška pomníku je 2 metry.
Středový kvádr nese latinský nápis:
| „ | LOCUS PERENNIS diligentisimae cum libella librationis quae est in Austria et Hungaria con- fecta cum mensura graduum me- ridionalium et parallelorum quam Europeam vocant erectum MDCCCLXXXIX | “ |

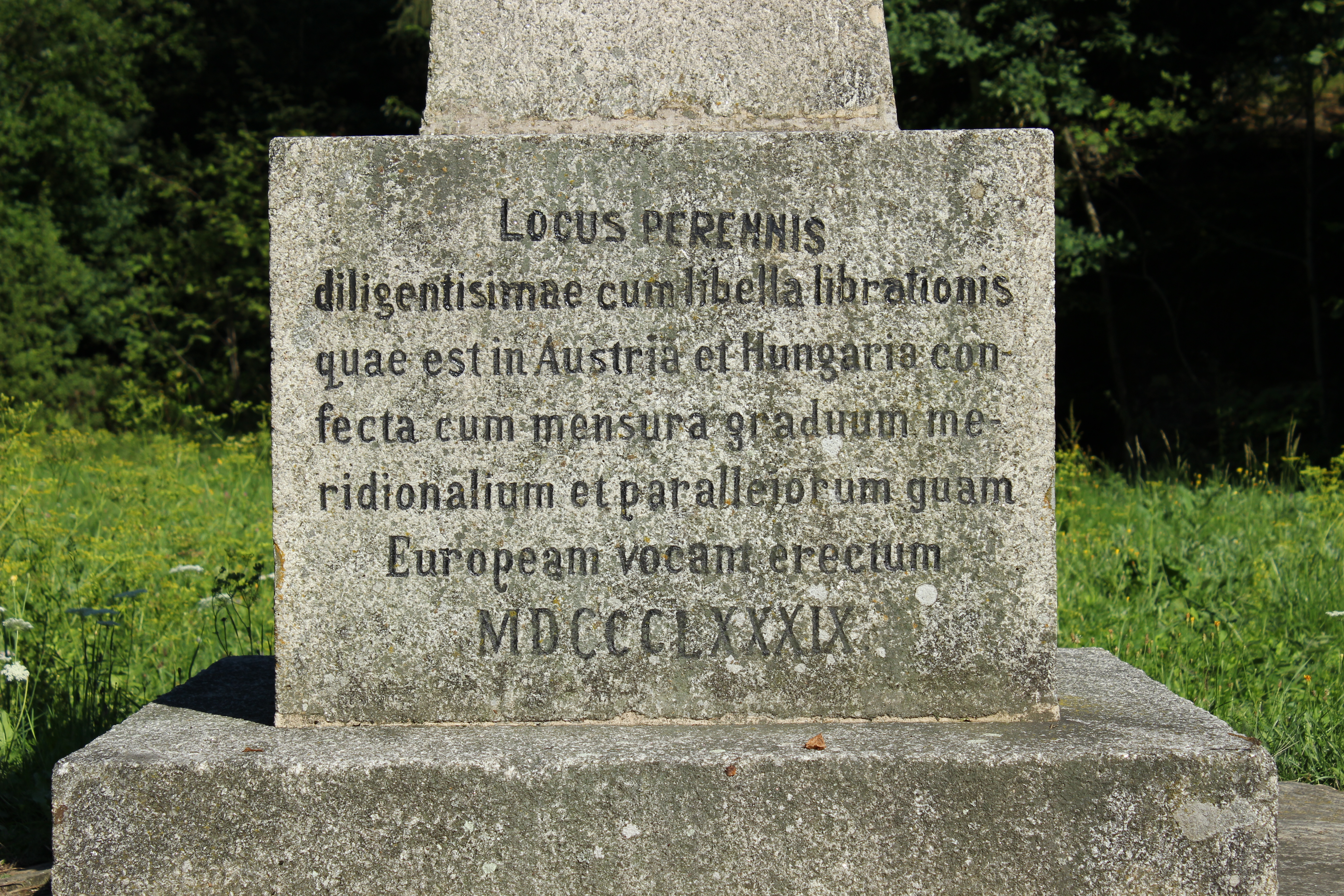
Nápis na pomníku

Přeloženo: „STÁLÝ BOD přesné nivelace provedené v Rakousko-Uhersku při evropském měření stupňů poledníkových a rovnoběžkových. Zřízeno roku 1889“.
Pamětní listina byla do pomníku uložena 12. května 1890. Tato pamětní listina se dochovala ve špatném stavu. Další pamětní listiny byly do pomníku vloženy při jeho odkrytí a následných měřických prací v letech 1905, 1927, 1940, 1946, 1963, 1969, 1971 a 1978. Přičemž v roce 1946 byly dosud vložené listiny vyzvednuty a uloženy v archivu Zeměměřického úřadu. Do pomníku byly vloženy pouze fotokopie těchto listin spolu s další novou listinou.
Samotný pomník je chráněn od roku 1958 jako kulturní památka (do seznamu kulturních památek zapsán v roce 1963). Původně bod stával na okraji lomu a hrozilo jeho poškození. Těžba v lomu byla ukončena na začátku 20. let 20. století. Záchranné terénní práce byly provedeny v roce 1971 a místo bylo v roce 1972 prohlášeno „Chráněným územím základního bodu Lišov“. V polovině 90. let 20. století byly prohlubně po lomu zavezeny a na upraveném prostranství bylo zřízeno klidové místo.

## Střed Evropy
Pomník je (podobně jako další jihočeské nivelační body z téže doby) lidově označován za střed Evropy. Z této doby pocházejí i triangulační body na vrchu Kohout (871 m n. m.), Praha (862 m n. m.), Ládví na severu Prahy (359 m n. m.), Bezděz (606 m n. m.), Veliš u Jičína (429 m n. m.), Pecný u Ondřejova (546 m n. m.), Vysoká u Kutné Hory (471 m n. m.) a Melechov (715 m n. m.) u Ledče nad Sázavou. Některé z nich jsou taktéž omylem považované za střed Evropy, například pomník na vrchu Kohout, případně kamenný sloupec umístěný na vrcholu kopce Melechova u Koňkovic.

## Přístup
Pomník je velmi dobře přístupný, jak již z úvodu zmíněně silnice II. třídy, tak po červené turistické značce vedoucí z Lišova do Jivna, nebo po zelené značce ze Zvíkova.